# Karel Dillen
Karel Cornelia Constentijn Dillen (ur. 16 października 1925 w Antwerpii, zm. 27 kwietnia 2007 w Schilde) – belgijski i flamandzki polityk, działacz skrajnej prawicy, założyciel i wieloletni lider Bloku Flamandzkiego, parlamentarzysta krajowy, w latach 1989–2003 eurodeputowany III, IV i V kadencji. Przywódca flamandzkich nacjonalistów, zwolennik niepodległości Regionu Flamandzkiego. Ojciec Koenraada Dillena.

## Życiorys
Działalność polityczną rozpoczął pod koniec lat 40., kiedy to zakładał Zjednoczenie Flamandzkie, kilka lat później przyłączył się z tą organizacją do nacjonalistycznej Unii Ludowej (Volksunie). Był też redaktorem pisma organizacji kombatanckiej Were Di o nazwie "Dietsland Europa". W drugiej połowie lat 70. wystąpił z Unii Ludowej w proteście przeciw podpisaniu przez tę partię porozumienia z rządem traktowanej przez niego jako sztuczny twór Belgii. Założył w 1977 Flamandzką Partię Narodową, która rok później w koalicji z Flamandzką Partią Ludową wystartowała w wyborach parlamentarnych jako Blok Flamandzki. Tę ostatnią nazwę jego formacja przejęła w 1979. Blokiem Flamandzkim Karel Dillen kierował nieprzerwanie do 1996, kiedy to ustąpił na rzecz Franka Vanhecke.
W latach 1978–1987 sprawował mandat posła do federalnej Izby Reprezentantów. W 1987 został wybrany do Senatu.
W 1989, 1994 i 1999 był wybierany do Parlamentu Europejskiego. Pełnił m.in. funkcję wiceprzewodniczącego Grupy Technicznej Prawicy Europejskiej, pracował m.in. w Komisji Spraw Zagranicznych, Praw Człowieka, Wspólnego Bezpieczeństwa i Polityki Obronnej. Z mandatu europosła zrezygnował w 2003, na rok przed końcem V kadencji.